# Tetsuya Tanaka
Tetsuya Tanaka (Nagasaki, 27 juli 1971) is een voormalig Japans voetballer.

## Carrière
Tetsuya Tanaka speelde tussen 1990 en 1998 voor Nippon Steel Yawata, Sanfrecce Hiroshima, Vissel Kobe en Sagan Tosu.

## Statistieken
| Japan   | Japan               | Japan            | League | League | Emperor's Cup | Emperor's Cup | J-League Cup | J-League Cup | Totaal | Totaal |
| Seizoen | Club                | League           | Wed.   | Goals  | Wed.          | Goals         | Wed.         | Goals        | Wed.   | Goals  |
| ------- | ------------------- | ---------------- | ------ | ------ | ------------- | ------------- | ------------ | ------------ | ------ | ------ |
| 1990/91 | Nippon Steel        | JSL Division 2   | 27     | 1      |               |               | 1            | 0            | 28     | 1      |
| 1991    | Nippon Steel Yawata | Regional Leagues |        |        |               |               |              |              |        |        |
| 1992    | Sanfrecce Hiroshima | J. League 1      | -      | -      | 0             | 0             | 9            | 3            | 9      | 3      |
| 1993    | Sanfrecce Hiroshima | J. League 1      | 15     | 1      | 1             | 0             | 3            | 0            | 19     | 1      |
| 1994    | Sanfrecce Hiroshima | J. League 1      | 0      | 0      | 0             | 0             | 0            | 0            | 0      | 0      |
| 1995    | Vissel Kobe         | Football League  | 15     | 0      | 1             | 0             | -            | -            | 16     | 0      |
| 1996    | Tosu Futures        | Football League  | 30     | 2      | 3             | 3             | -            | -            | 33     | 5      |
| 1997    | Sagan Tosu          | Football League  | 30     | 4      | 3             | 0             | 5            | 0            | 38     | 4      |
| 1998    | Sagan Tosu          | Football League  | 7      | 1      | 0             | 0             | -            | -            | 7      | 1      |
| Totaal  | Totaal              | Totaal           | 124    | 9      | 8             | 3             | 18           | 3            | 150    | 15     |